# Soldiers of Jah Army
Soldiers of Jah Army (SOJA) – zespół muzyczny, grający reggae, z dodatkiem rocka i dubu, powstały w Arlington w stanie Wirginia, USA.

## Życiorys
Zespół został założony przez Jacoba Hemphilla i Boba Jeffersona w USA, po pobycie Jacoba wraz z rodziną w Afryce. Niezwykle melodyjne utwory zaostrzone elementami rockowymi, zabarwione nutą bluesową to dziś rozpoznawalny znak zespołu, który z roku na rok zdobywa coraz większą popularność. SOJA to grupa młodych ludzi, którzy w swojej twórczości zwracają uwagę na ważne sprawy dotyczące problemów globalnych. Pierwszą płytę zatytułowaną Soldiers Of Jah Army zespół nagrywał pod okiem producenta Jima Foxa w LION and FOX Recording Studios, któremu zaimponowali na tyle, że udzielił im rabatu w momencie gdy zabrakło pieniędzy na to przedsięwzięcie. Dwa lata później powstał album Peace in a Time of War, który zwrócił uwagę nie tylko amerykańskiej publiki. Następnie zespół wydał wersję dub tegoż albumu zatytułowaną Dub in a Time of War. Każde kolejne płyty Get Wiser, minialbum Stars & Stripes oraz koncertowa DVD SOJA Live in Hawaii tylko potwierdziły jakość artystyczną zespołu. w 2009 roku został wydany kolejny album Born in Babylon. Następny album Strength to Survive miał swoją premierę 31 stycznia 2012. Najnowszy krążek premierowo ukaże się 12 sierpnia 2014, będzie nosił tytuł Amid the Noise and Haste. SOJA występowali u boku takich wykonawców jak: Matisyahu, Gentleman czy Damian Marley.

## Członkowie
- Jacob Hemphill – wokal prowadzący, gitara
- Bob "Bobby Lee" Jefferson – wokal, gitara basowa
- Ryan " Bird" Berty – perkusja
- Ken "Kenny Bongos" Brownell – instrumenty perkusyjne
- Patrick O'Shea – klawisze
- Hellman Escorcia – saksofon
- Rafael Rodriguez – trąbka
- Trevor Young – gitara

## Dyskografia

### Albumy
- Soldiers of Jah Army (2000)
- Peace in a Time of War (2003)
- Dub in a Time of War (2005)
- Get Wiser (2006)
- Stars & Stripes (2008)
- Born In Babylon (2009)
- Everything Changes (Single) (2010)
- Strength to Survive (2012)
- Amid the Noise and Haste (2014)
- Poetry In Motion (2017)

### Single
- Everything Changes (2010)
- I Tried (Don Corleon Remix) [feat. Gentleman] (2010)
- Not Done Yet (2012)
- She Still Loves Me [feat. Collie Buddz] (2013)
- F**k Your System (Jr Blender Mentality RMX) [feat. J Boog] (2013)

### DVD
- Get Wiser Live (2007)
- Live in Hawaii(2009)